# Nowy ateizm

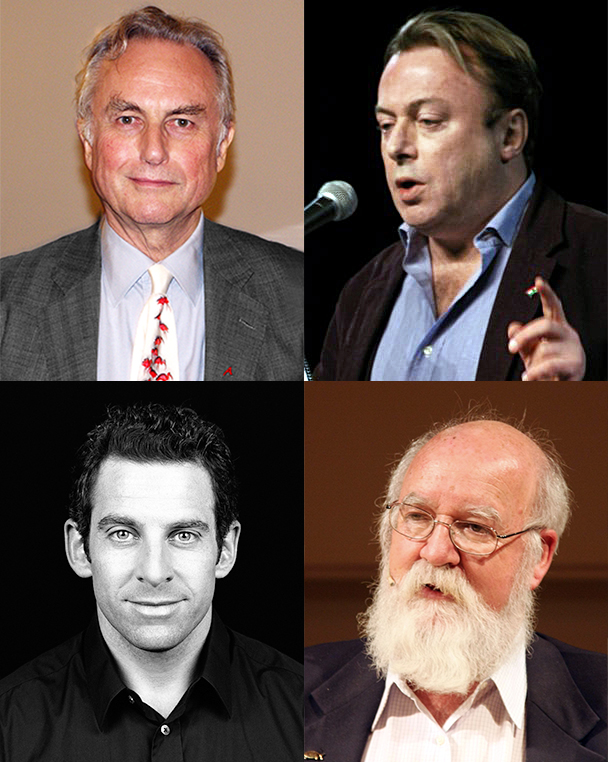
Richard Dawkins, Christopher Hitchens, Sam Harris i Daniel Dennett.

Nowy ateizm – ruch antyteistycznych pisarzy i naukowców XXI wieku, wyznających pogląd, że „religii nie powinno się jedynie tolerować, lecz należy jej przeciwdziałać, krytykować ją i poddawać racjonalnej argumentacji wszędzie tam, gdzie sięgają jej wpływy”. Nowy ateizm głosi, że współcześnie nauka wymaga mniej przyzwalającej postawy wobec religii, przesądów i religijnego fanatyzmu niż do tej pory.
Głównymi przedstawicielami ruchu są Richard Dawkins, Daniel Dennett, Sam Harris i Christopher Hitchens oraz Victor J. Stenger, autor książki: Nowy ateizm: stanowisko wobec nauki i rozumu. Wiele bestselerów tych autorów, opublikowanych między 2004 i 2007, stanowi podstawę nowego ateizmu i debat na jego temat. W trakcie dyskusji, która odbyła się w 2007 r. na temat krytyki religii, pierwsi czterej zostali nazwani Czterema Jeźdźcami i ta nazwa do nich przylgnęła.

## Historia
Publikacja autorstwa Sama Harrisa z 2004 pt. Koniec wiary: religia, terror i przyszłość rozumu, była pierwszą z serii bestsellerów na temat krytyki religii. Chociaż bodźcem do napisania książki były dla Harrisa wydarzenia 11 września 2001, których przyczyn upatruje bezpośrednio w nauce islamu, Harris krytykuje również chrześcijaństwo i judaizm. Dwa lata później Harris uzupełnił swoją krytykę chrześcijaństwa Listem do chrześcijańskiego narodu. W tym samym roku 2006, po ukazaniu się filmu dokumentalnego Źródło wszelkiego zła? Richarda Dawkinsa, autor ten opublikował książkę pt. Bóg urojony, która znalazła się na liście bestsellerów New York Timesa. Inne ważne pozycje, będące kamieniami milowymi nowego ateizmu to: Odczarowanie. Religia jako zjawisko naturalne autorstwa Daniela C. Dennetta (2006); Bóg. Błędna hipoteza – Jak nauka wykazuje, że Bóg nie istnieje Victora J. Stengera (2007);  Bóg nie jest wielki: Jak religia wszystko zatruwa autorstwa Christophera Hitchensa (2007); Manifest ateistyczny: sprawa przeciwko chrześcijaństwu, judaizmowi i islamowi autorstwa Michela Onfraya (2007) oraz Bezbożny: Jak ewangelicki kaznodzieja stał się jednym z czołowych amerykańskich ateistów autorstwa Dana Barkera (2008).
Od debaty przeprowadzonej w 2007 Dawkins nazywa siebie, Harrisa, Dennetta oraz Hitchensa Czterema Jeźdźcami, nawiązując do Czterech Jeźdźców Apokalipsy.
W 2010 w swoim artykule zatytułowanym „Dlaczego nie wierzę w nowy ateizm”, Thomas W. Flynn twierdzi, że zjawisko, które zostało nazwane „nowym ateizmem” nie jest ani nowe, ani nie jest ruchem społecznym, a jedyną nowością był fakt, że materiał o ateistycznej treści został opublikowany przez dużych wydawców, jest czytany przez miliony i znajduje się na listach bestsellerów.

## Naukowa perspektywa
Nowi Ateiści piszą głównie z naukowego punktu widzenia. W przeciwieństwie do poprzednich autorów, z których wielu uważało, że nauka jest obojętna wobec koncepcji boga, a nawet niezdolna, żeby się nią zajmować, Dawkins twierdzi, że „hipoteza boga” jest ważną hipotezą naukową, wywierającą wpływ na świat fizyczny i jak każda inna hipoteza może być sprawdzana i może być sfalsyfikowana. Również inni nowi ateiści, np. Victor Stenger, proponują, żeby osobowego Boga Abrahama potraktować jak hipotezę naukową, którą można przetestować za pomocą standardowych metod nauki. Dawkins i Stenger są zdania, że naukowe metody obalają taką hipotezę i uważają, że naturalizm w wystarczający sposób wyjaśnia wszelkie zjawiska obserwowane we wszechświecie, od najbardziej odległych galaktyk do pochodzenia życia, gatunków, a nawet mechanizmów działania mózgu i powstania świadomości. Jak przekonują, nie ma takiej dziedziny, w której konieczne jest wprowadzenie hipotezy boga lub innego bytu nadprzyrodzonego w celu zrozumienia rzeczywistości. Wielu nowych ateistów zgadza się ze stwierdzeniem, że tam gdzie dowodu można się spodziewać „brak dowodów jest dowodem braku”, stosując argument z boskiego ukrycia. W odpowiedzi na argument teleologiczny (z projektu) stwierdzają, popierając to licznymi przykładami, że świat wraz z życiem jakie znamy, wcale nie wygląda jakby został zaprojektowany przez Boga czy inną istotę nadprzyrodzoną, lecz przeciwnie – wygląda tak, jakby nie był zaprojektowany w ogóle.
Ruch nowego ateizmu zwraca uwagę na obskurantyzm – ich zdaniem celowo ukrywającą niedające się usunąć sprzeczności teologię, a proces teologicznych dociekań określa mianem „ewolucji zagmatwania” (ang. evolution of confusion).

### Naukowe badanie religii
Według nowego ateizmu prawdy religijne i nadprzyrodzone zjawiska (np. narodziny Jezusa z dziewicy czy życie pozagrobowe) mogą i powinny być traktowane jak twierdzenia naukowe. Przedstawiciele nowego ateizmu twierdzą na przykład, że kwestia rzekomego boskiego pochodzenia Jezusa, czyli pytanie o to kim był ojciec Jezusa, nie jest jedynie kwestią „wartości” czy „moralności”, ale może być przedmiotem badania naukowego. Nowi ateiści uważają, że współczesna nauka jest w stanie zbadać przynajmniej niektóre, jeśli nie wszystkie, religijne twierdzenia o nadprzyrodzonej treści. Dla przykładu, instytucje Mayo Clinic i Uniwersytet Duke'a próbowały znaleźć empiryczne poparcie dla uzdrawiającej mocy modlitwy wstawienniczej – jednak eksperymenty nie znalazły żadnych dowodów, że modlitwa wstawiennicza działa, a w niektórych okolicznościach pokazały, że modlitwa działa negatywnie na proces zdrowienia pacjentów.

#### „Great Prayer Experiment”
W 2005 roku zakończyło się długo oczekiwane i finansowane głównie przez Fundację Templetona rygorystyczne badanie – z podwójnie ślepą próbą i randomizowane – mające na celu zweryfikowanie skuteczności modlitwy wstawienniczej. W ramach wieloletniego badania, o łącznym budżecie 2,4 miliona dolarów, podzielono 1802 pacjentów oczekujących na operację wszczepienia bypassów na trzy grupy. Za osoby z pierwszej grupy modlono się oraz powiedziano im niejednoznacznie, że będą lub nie będą objęci modlitwą. Za osoby w drugiej grupie się nie modlono, ale również powiedziano im niejednoznacznie, że będą lub nie będą objęci modlitwą. Za osoby w trzeciej grupie modlono się oraz poinformowano ich, że na pewno będą objęci modlitwą. Najlepiej wypadły osoby z drugiej grupy, czyli te za które się nie modlono – w tej grupie powikłania wystąpiły u 51% pacjentów. W pierwszej grupie, powikłania wystąpiły u 52% osób (osoby za które się modlono, ale które nie były tego pewne). Najgorzej wypadła grupa osób, za które się modlono i które jednocześnie o tym wiedziały jednoznacznie – w tym wypadku powikłania wystąpiły u 59% pacjentów. Oznacza to, że pacjenci za których się modlono mieli średnio więcej powikłań niezależnie od tego czy osoby te o modlitwie wiedziały. Odsetek zgonów i poważnych zdarzeń był podobny we wszystkich trzech grupach.

### Argumenty logiczne
W swojej książce Bóg. Błędna hipoteza Victor Stenger wskazuje na sprzeczności logiczne pojęcia boga i twierdzi, że bóg wszechwiedzący, nieskończenie dobry i wszechmocny nie może istnieć. Podobne logiczne dowody na nieistnienie boga, opierające się na różnych jego atrybutach,  można znaleźć w pracy Michaela Martina i Ricki Monniera pt. Bóg niemożliwy, oraz w artykule Theodore M. Drange'a pt. Argumenty z niekompatybilności atrybutów.

### Krytyka koncepcji „niezachodzących na siebie magisteriów”
Nowy ateizm szczególnie krytykuje koncepcję „niezachodzących na siebie magisteriów” (NOMA, z ang. non-overlapping magisteria), poglądu  propagowanego przez Stephena Jaya Goulda, według którego osobne obszary ludzkich zainteresowań posiadają osobne zestawy narzędzi dyskursu i rozstrzygania problemów. W szczególności nauka i religia są domenami niezachodzącymi na siebie: przedmiot nauki ograniczony jest do empirycznej rzeczywistości, stąd nauka obejmuje teorie opisu obserwacji, podczas gdy religia zajmuje się innymi kwestiami, takimi jak sens ostateczny czy wartości moralne.
Nowy ateizm twierdzi, że podejście niezachodzących na siebie magisteriów nie opisuje stanu faktycznego, gdyż nauka i religia stale się ze sobą krzyżują. W artykule opublikowanym w czasopiśmie Free Inquiry, oraz w późniejszej swojej książce pt. Bóg urojony Richard Dawkins pokazuje, że religie abrahamowe stale odwołują się do nauki. Massimo Pigliucci w swojej książce Nonsens na szczudłach twierdzi, że Gould podjął próbę przedefiniowania religii jako filozofii moralnej. Matt Ridley zauważa, że religia nie tylko mówi, ale i działa w sferze ostatecznych znaczeń i moralności, nauka równie dobrze może robić to samo – w końcu moralność dotyczy zachowań ludzkich, czyli obserwowalnych zjawisk, a te są domeną nauki. Ridley przypomina ponadto, że istnieją poważne badania naukowe potwierdzające ewolucyjne pochodzenie etyki i moralności.